# Zygmunt Sobolewski
Zygmunt Sobolewski znany również jako Sigmund Sherwood (ur. 11 maja 1923 w Toruniu, zm. 7 sierpnia 2017 w Bayamo) – polski działacz kombatancki, więzień niemieckich obozów koncentracyjnych.

## Życiorys
Przed wybuchem II wojny światowej był uczniem korpusu kadetów. Podczas okupacji niemieckiej 14 czerwca 1940 został deportowany w pierwszym transporcie więźniów politycznych do obozu Auschwitz-Birkenau (numer obozowy 88). W 1944 został przeniesiony do KL Sachsenhausen. Po wojnie osiadł w Kanadzie.
W 1998 nakładem University of Calgary Press w Kanadzie ukazała się jego biografia pt. Prisoner 88: The Man in Stripes, autorstwa Roya D. Tanenbauma.
Był jednym z ostatnich żyjących więźniów tarnowskiego transportu do KL Auschwitz. Zmarł 7 sierpnia 2017.